# Spratelloides delicatulus
Spratelloides delicatulus är en fiskart som först beskrevs av Bennett 1832.  Spratelloides delicatulus ingår i släktet Spratelloides och familjen sillfiskar. Inga underarter finns listade i Catalogue of Life.